# Vuelo 1866 de Alaska Airlines
El vuelo 1866 de Alaska Airlines fue un vuelo nacional estadounidense programado regularmente desde Anchorage, Alaska, a Seattle, Washington, con paradas intermedias. El 4 de septiembre de 1971, el avión que servía el vuelo se estrelló contra una montaña en Haines Borough, cerca de Juneau, Alaska al aproximarse para el aterrizaje, las 111 personas a bordo murieron. 
Fue el primer accidente fatal de un avión de pasajeros de Alaska Airlines, y el peor accidente de un solo avión en la historia de los Estados Unidos hasta el 24 de junio de 1975, cuando se estrelló el vuelo 66 de Eastern Airlines. Hasta la fecha es el peor accidente en la historia de Alaska Airlines.

## Aeronave
El avión era un Boeing 727-100 con el registro de EE. UU. N2969G fabricado en 1966 como c / n 19304 y número de serie del fabricante 287. Había acumulado 11 344 horas de vuelo antes del incidente. El vuelo 1866 se originó en Anchorage, Alaska, y se detuvo en Córdoba  (CDV) y Yakutat (YAK / PAYA). Estaba programado para detenerse en Juneau y Sitka antes de terminar en Seattle. El vuelo aterrizó en Yakutat a las 11:07 a. m. y partió en el vuelo del accidente a las 11:35 a. m. para Juneau.
El capitán del vuelo fue Richard C. Adams, de 41 años de edad en el momento del accidente. El piloto de la aeronave en ese momento era el primer oficial Leonard D. Beach, de 32 años. James J. Carson fue el segundo oficial. Beach y Carson habían trabajado con Alaska Airlines desde 1966. Adams había estado con Alaska Airlines desde 1955. A bordo iban siete tripulantes, así como 104 pasajeros.

## Accidente e investigación
El avión golpeó la ladera oriental de un cañón en el Rango Chilkat del Bosque Nacional Tongass en el nivel de 2500 pies, 35 km (22 millas) al oeste de Juneau. El avión se desintegró en el impacto a las 12:15 p. m. No hubo supervivientes.
La NTSB publicó su informe el 11 de octubre de 1972. En él, afirmaron que la causa probable del accidente fue «una exhibición de información de navegación engañosa con respecto al progreso del vuelo a lo largo del curso del localizador que resultó en un descenso prematuro por debajo de la altitud de obstáculos. El origen o la naturaleza de la información de navegación engañosa no se pudo determinar. La Junta concluye además que la tripulación no usó todas las ayudas de navegación disponibles para verificar el progreso del vuelo en el localizador, ni tampoco se requirió el uso de estas ayudas. realizar la identificación de audio requerida de las instalaciones de navegación pertinentes».